# إليشا بانوار
إليشا بانوار هي ممثلة تلفزيونية وعارضة أزياء هندية ولدت في 7 مايو 1996، لعبت إليشا أدوارًا مشهورة مثل آروهي كاشياب وتارا رايشاند في المسلسل الهندي التلفيزيوني "إيشك مين مرجوان"(Ishq Mein Marjawan) ولاحقًا لعبت دور مادهوري غوجرال في مسلسل "ميري قودي (Meri Gudiya).

## النشأة
ولدت إليشا في شيملا، هيماشال براديش، والدتها تدعى أنيتا بانوار وهي معلمة، ووالدها هو دينيش بانوار وهو محامي ، في عام 2008 شاركت في برنامج «ناشونال ديشين ناشين جين دوموم ماشين» (National's Nachein Gaen Dhoom Machaen) في عام 2012، حصلت على لقب ملكة جمال شيملا[بحاجة لتوضيح]، بعد فوزها بلقب ملكة جمال شيملا، بدأت في عرض الأزياء وعملت في العديد من الإعلانات التلفزيونية.

## مسيرتها
بدأت إليشا مسيرتها التمثيلية في عام 2012 في فيلم «اكاد بكاد بامبي بو» (Akkad Bakkad Bambe Bo)، ظهرت لأول مرة في التلفزيون بدور «نجمة» فتاة مسلمة في مسلسل بيغوساراي (Begusarai) في عام 2015، في عام 2016 لعبت دور «اديتي» في مسلسل «تابكي بيار كي» (Thapki Pyar Ki)، مثلت أيضًا في مسلسل «جاماي راجا» (jamai raji) وفي مسلسل «إك شوتكي ساندور» (Ek Chutki Sindoo)، من عام 2017 إلى عام 2019، قامت إليشا بلعب دورين أروهي كاشياب/ تارا رايشاند في مسلسل «إيشك مين مرجوان»(Ishq Mein Marjawan).
 لاحقًا انضمت إليشا وتم اختيارها للدور الرئيسي في مسلسل تلفزيوني يدعى «ميري قودي» (Meri Gudiya) عرض المسلسل لأول مرة على قناة ستار بهارات في 6 من شهر ديسمبر.

## مسلسلات
| السنة     | المسلسل              | الدور                       | القناة      | مراجع. |
| --------- | -------------------- | --------------------------- | ----------- | ------ |
| 2015      | Begusarai            | نجمى                        | &TV         |        |
| 2016      | Jamai Raja           | أنيا سينجوبتا               | Zee TV      |        |
| 2017–2019 | Ishq Mein Marjawan   | أروهي كاشياب / تارا رايشاند | Colors TV   | [ 4 ]  |
| 2019      | Laal Ishq            | نيشتا                       | &TV         |        |
| 2019–2020 | Meri Gudiya          | مادهوري شيرك                | Star Bharat | [ 5 ]  |
| 2021      | Teri meri ik jindrey | أفنيت تشاوتالا              | Zee Tv      | [ 6 ]  |

## أفلام
| السنة | الفيلم                | الدور       | ملاحظة | مراجع. |
| ----- | --------------------- | ----------- | ------ | ------ |
| 2012  | Akkad Bakkad Bambe Bo | فتاة مراهقة |        |        |

## فيديوهات موسيقية
| السنة | الفيديو      | المغنٍ          | الشركة   | مراجع. |
| ----- | ------------ | -------------- | -------- | ------ |
| 2020  | Khamoshiyaan | Yuvrash Koshar | تي سيريز |        |

## جوائز وترشيحات
| السنة | الترشيح         | الفئة                               | المسلسل            | النتيجة | مراجع. |
| ----- | --------------- | ----------------------------------- | ------------------ | ------- | ------ |
| 2018  | الجائزة الذهبية | افضل ممثلة أثنى في دور رئيسي (سلبي) | Ishq Mein Marjawan | [ 7 ]   |        |